# Hưng Văn
Hưng Văn (chữ Hán giản thể: 兴文县, Hán Việt: Hưng Văn huyện) là một huyện của địa cấp thị Nghi Tân, tỉnh Tứ Xuyên, Cộng hòa Nhân dân Trung Hoa. Huyện này có diện tích 1373 km2, dân số năm 2002 là 430.000 người.

## Hành chính
Huyện này được chia ra thành các đơn vị hành chính gồm 11 trấn, 5 hương và 5 hương dân tộc:
- Trấn: Trung Thành, Đại Bá, Yến Dương, Cộng Nhạc, Cửu Khánh, Liên Hoa, Vạn Thọ, Thái Bình, Thạch Lâm, Cửu Ti, Chu Gia.
- Hương: Bảo Bình, Ngũ Tinh, Lưỡng Long, Tân Bá, Văn Ấn.
- Hương dân tộc: hương dân tộc Miêu Đại Hà, hương dân tộc Miêu Ngọc Tú, hương dân tộc Miêu Kỳ Lân, hương dân tộc Miêu Tiên Phong.